# Lista liderów sezonu regularnego NBA w przechwytach

Chris Paul – sześciokrotny lider NBA w przechwytach.

Lista liderów sezonu regularnego NBA w przechwytach – poniższa lista zawiera nazwiska koszykarzy, którzy zostali liderami NBA w przechwyconych piłkach w kolejnych sezonach.
W koszykówce, przechwyt oznacza akcję obronną, w wyniku której przeciwnik zalicza stratę piłki. W National Basketball Association (NBA) tytuł lidera ligi w przechwytach uzyskuje zawodnik z najwyższą średnią przechwytów, uzyskanych podczas rozgrywek fazy zasadniczej sezonu. Pierwszy liderem w historii został po sezonie 1973/74 Larry Steele z Portland Trail Blazers. Aby zawodnik mógł zostać sklasyfikowany na liście najlepiej przechwytujących ligi musi wystąpić w co najmniej 70. spotkaniach sezonu (z 82) lub zanotować co najmniej 125 przechwytów. Te kryteria obowiązują od sezonu 1974/75.
Alvin Robertson jest rekordzistą wszech czasów w liczbie (301) oraz średniej (3,67) przechwytów, uzyskanych w trakcie pojedynczego sezonu. Oba rekordy ustanowił w sezonie 1985/86. Wśród aktywnych zawodników, Chris Paul uzyskał najwyższą liczbę przechwytów (217) podczas rozgrywek 2007/08, a najwyższą średnią (2,77) w sezonie 2008/09.
Paul uzyskał najwięcej tytułów lidera NBA w przechwytach – 6. Micheal Ray Richardson, Robertson, Michael Jordan i Allen Iverson uzyskali ich po trzy, natomiast Magic Johnson, Mookie Blaylock, Baron Davis i John Stockton po dwa. Paul uzyskał najwięcej tytułów z rzędu – 4. Trzech zawodników uzyskało tytuł lidera, zdobywając jednocześnie w tym samym sezonie mistrzostwo ligi: Rick Barry (1975) z Golden State Warriors, Magic Johnson (1982) z Los Angeles Lakers i Michael Jordan (1993) z Chicago Bulls.

## Liderzy w przechwytach
(Stan na zakończenie rozgrywek 2020/21)

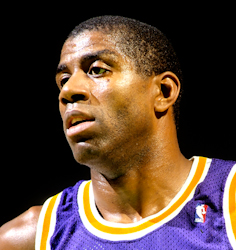
Magic Johnson przewodził lidze w przechwytach przez dwa sezony z rzędu.

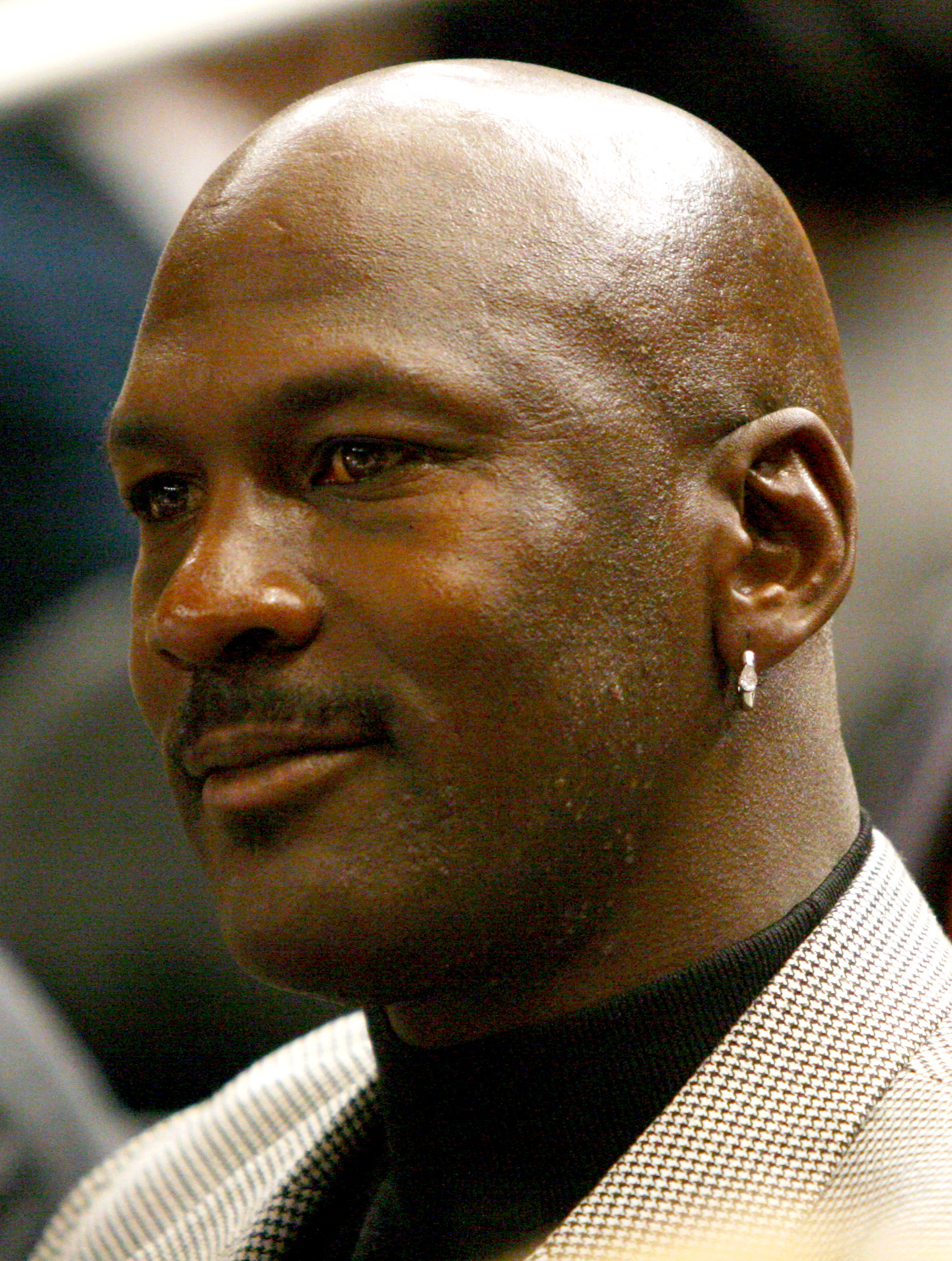
Michael Jordan został liderem trzykrotnie, w 1988, 1990 i 1993 roku.

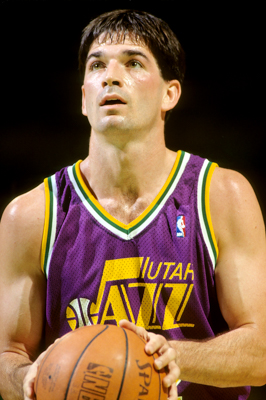
John Stockton został liderem ligi w przechwytach w 1989 i 1992 roku.

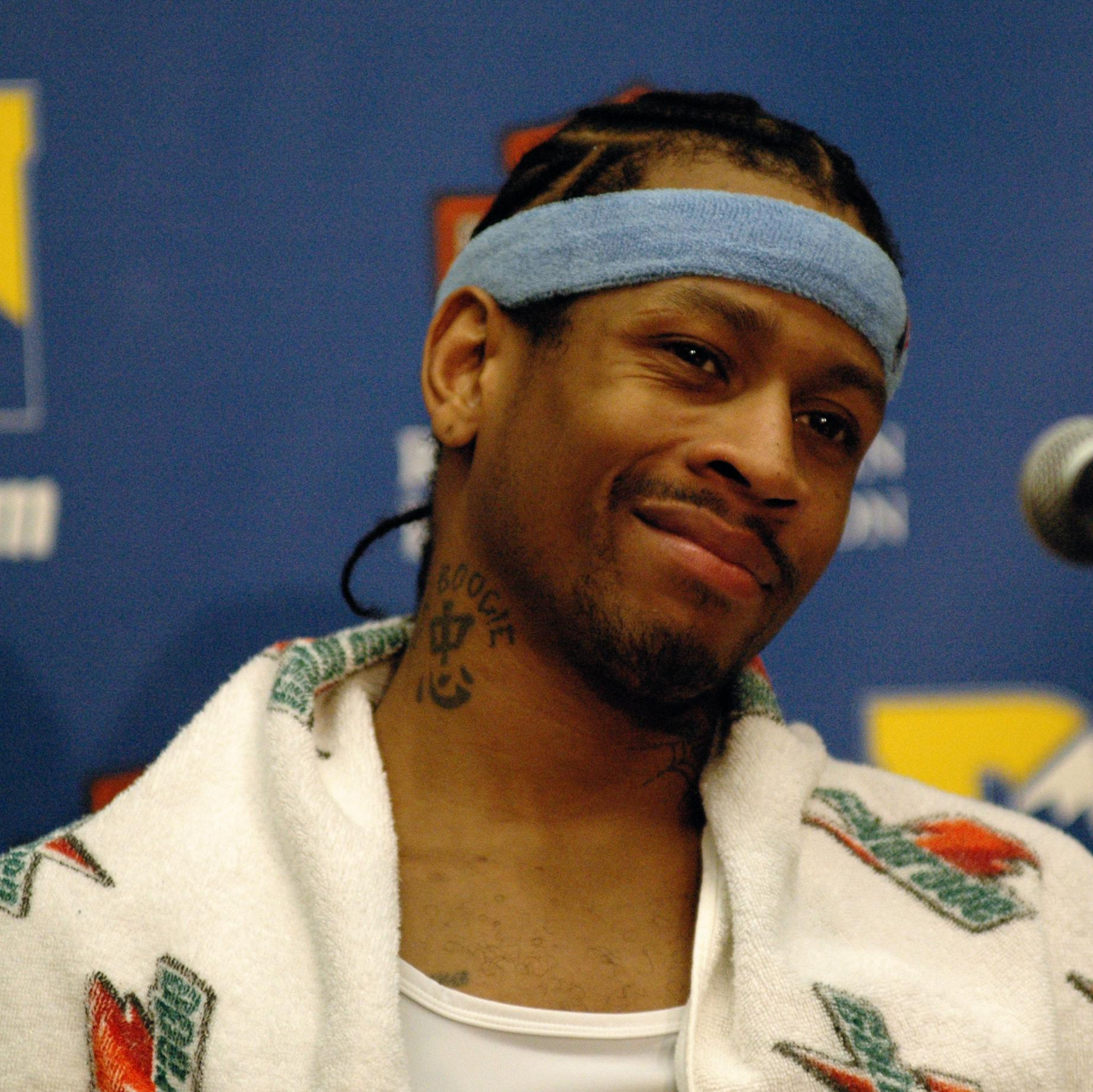
Allen Iverson zdobył trzy z rzędu tytuły lidera NBA w przechwytach.

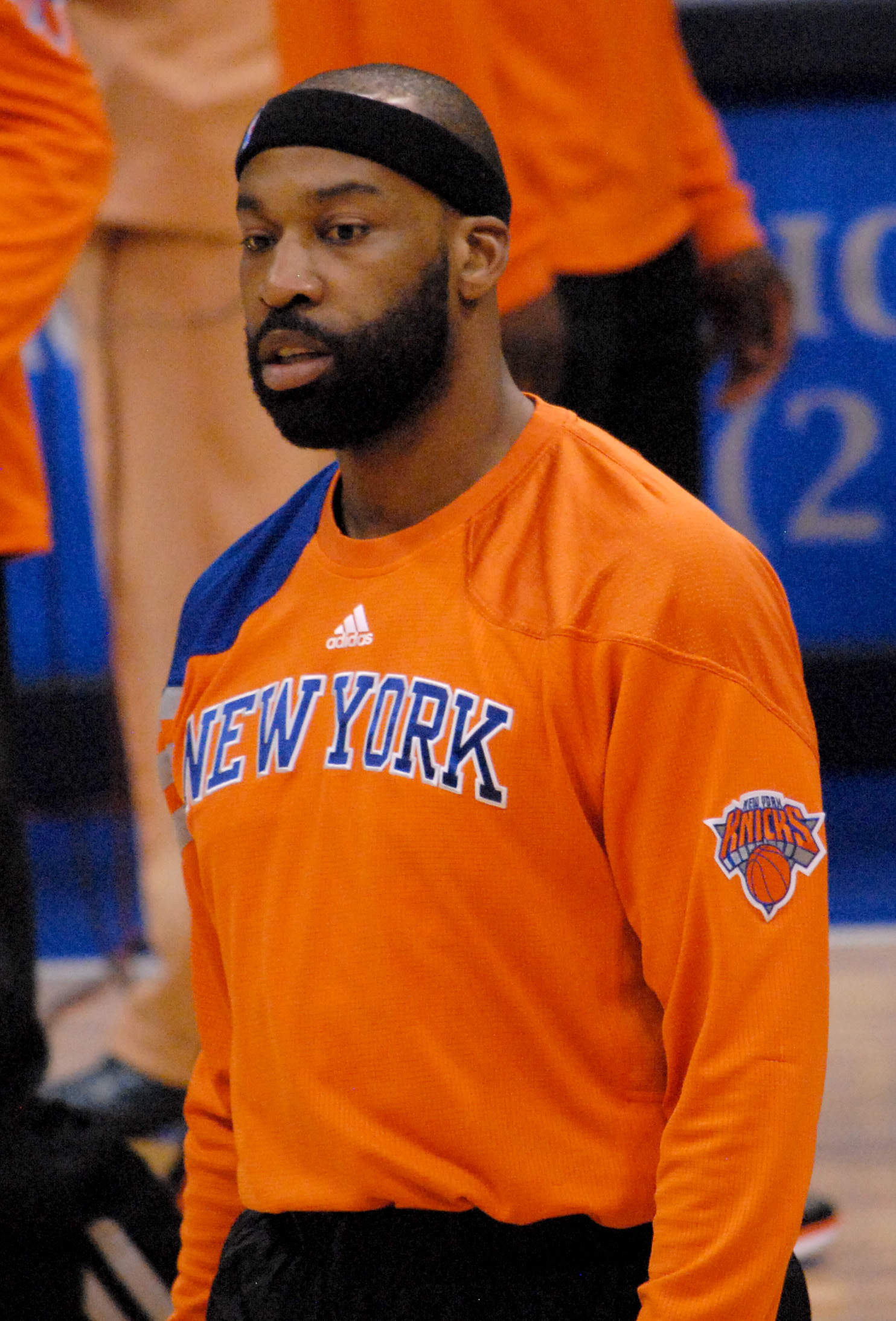
Baron Davis został liderem ligi w przechwytach, w 2004 oraz 2007 roku.

| ^            | ^            | Oznacza nadal aktywnego zawodnika NBA                                                  | Oznacza nadal aktywnego zawodnika NBA                                                  | Oznacza nadal aktywnego zawodnika NBA                                                  | Oznacza nadal aktywnego zawodnika NBA                                                  | Oznacza nadal aktywnego zawodnika NBA                                                  |
| *            | *            | Członek Koszykarskiej Galerii Sław                                                     | Członek Koszykarskiej Galerii Sław                                                     | Członek Koszykarskiej Galerii Sław                                                     | Członek Koszykarskiej Galerii Sław                                                     | Członek Koszykarskiej Galerii Sław                                                     |
| Zawodnik (X) | Zawodnik (X) | Cyfra w nawiasie oznacza liczbę pozycji lidera, uzyskanych przez tego samego zawodnika | Cyfra w nawiasie oznacza liczbę pozycji lidera, uzyskanych przez tego samego zawodnika | Cyfra w nawiasie oznacza liczbę pozycji lidera, uzyskanych przez tego samego zawodnika | Cyfra w nawiasie oznacza liczbę pozycji lidera, uzyskanych przez tego samego zawodnika | Cyfra w nawiasie oznacza liczbę pozycji lidera, uzyskanych przez tego samego zawodnika |
| G            | Obrońca      | Obrońca                                                                                | F                                                                                      | Skrzydłowy                                                                             | C                                                                                      | Środkowy                                                                               |

| Sezon     | Zawodnik                   | Pozycja | Zespół                                | Gry | Suma | Średnia | Przyp.        |
| --------- | -------------------------- | ------- | ------------------------------------- | --- | ---- | ------- | ------------- |
| 1973/1974 | Larry Steele               | G/F     | Portland Trail Blazers                | 81  | 217  | 2,68    | [ 4 ] [ 5 ]   |
| 1974/1975 | Rick Barry*                | F       | Golden State Warriors                 | 80  | 228  | 2,85    | [ 6 ] [ 7 ]   |
| 1975/1976 | Don Watts                  | G       | Seattle SuperSonics                   | 82  | 261  | 3,18    | [ 8 ] [ 9 ]   |
| 1976/1977 | Don Buse                   | G       | Indiana Pacers                        | 81  | 281  | 3,47    | [ 10 ] [ 11 ] |
| 1977/1978 | Ron Lee                    | G       | Phoenix Suns                          | 82  | 225  | 2,74    | [ 12 ] [ 13 ] |
| 1978/1979 | M.L. Carr                  | G       | Detroit Pistons                       | 80  | 197  | 2,46    | [ 14 ] [ 15 ] |
| 1979/1980 | Micheal Ray Richardson     | G/F     | New York Knicks                       | 82  | 265  | 3,23    | [ 16 ] [ 17 ] |
| 1980/1981 | Magic Johnson*             | G/F     | Los Angeles Lakers                    | 37  | 127  | 3,43    | [ 18 ] [ 19 ] |
| 1981/1982 | Magic Johnson* (2)         | G/F     | Los Angeles Lakers                    | 78  | 208  | 2,67    | [ 19 ] [ 20 ] |
| 1982/1983 | Micheal Ray Richardson (2) | G/F     | Golden State Warriors New Jersey Nets | 64  | 182  | 2,84    | [ 17 ] [ 21 ] |
| 1983/1984 | Rickey Green               | G       | Utah Jazz                             | 81  | 215  | 2,65    | [ 22 ] [ 23 ] |
| 1984/1985 | Micheal Ray Richardson (3) | G/F     | New Jersey Nets                       | 82  | 243  | 2,96    | [ 17 ] [ 24 ] |
| 1985/1986 | Alvin Robertson            | G       | San Antonio Spurs                     | 82  | 301  | 3,67    | [ 25 ] [ 26 ] |
| 1986/1987 | Alvin Robertson (2)        | G       | San Antonio Spurs                     | 81  | 260  | 3,21    | [ 26 ] [ 27 ] |
| 1987/1988 | Michael Jordan*            | G       | Chicago Bulls                         | 82  | 259  | 3,16    | [ 28 ] [ 29 ] |
| 1988/1989 | John Stockton*             | G       | Utah Jazz                             | 82  | 263  | 3,21    | [ 30 ] [ 31 ] |
| 1989/1990 | Michael Jordan* (2)        | G       | Chicago Bulls                         | 82  | 227  | 2,77    | [ 29 ] [ 32 ] |
| 1990/1991 | Alvin Robertson (3)        | G       | Milwaukee Bucks                       | 81  | 246  | 3,04    | [ 26 ] [ 33 ] |
| 1991/1992 | John Stockton* (2)         | G       | Utah Jazz                             | 82  | 244  | 2,98    | [ 31 ] [ 34 ] |
| 1992/1993 | Michael Jordan* (3)        | G       | Chicago Bulls                         | 78  | 221  | 2,83    | [ 29 ] [ 35 ] |
| 1993/1994 | Nate McMillan              | G/F     | Seattle SuperSonics                   | 73  | 216  | 2,96    | [ 36 ] [ 37 ] |
| 1994/1995 | Scottie Pippen*            | F       | Chicago Bulls                         | 79  | 232  | 2,94    | [ 38 ] [ 39 ] |
| 1995/1996 | Gary Payton*               | G       | Seattle SuperSonics                   | 81  | 231  | 2,85    | [ 40 ] [ 41 ] |
| 1996/1997 | Mookie Blaylock            | G       | Atlanta Hawks                         | 78  | 212  | 2,72    | [ 42 ] [ 43 ] |
| 1997/1998 | Mookie Blaylock (2)        | G       | Atlanta Hawks                         | 70  | 183  | 2,61    | [ 43 ] [ 44 ] |
| 1998/1999 | Kendall Gill               | G       | New Jersey Nets                       | 50  | 134  | 2,68    | [ 46 ] [ 47 ] |
| 1999/2000 | Eddie Jones                | G/F     | Charlotte Hornets                     | 72  | 192  | 2.67    | [ 48 ] [ 49 ] |
| 2000/2001 | Allen Iverson*             | G       | Philadelphia 76ers                    | 71  | 178  | 2,51    | [ 50 ] [ 51 ] |
| 2001/2002 | Allen Iverson* (2)         | G       | Philadelphia 76ers                    | 60  | 168  | 2,8     | [ 51 ] [ 52 ] |
| 2002/2003 | Allen Iverson* (3)         | G       | Philadelphia 76ers                    | 82  | 225  | 2,74    | [ 51 ] [ 53 ] |
| 2003/2004 | Baron Davis                | G       | New Orleans Hornets                   | 67  | 158  | 2,36    | [ 54 ] [ 55 ] |
| 2004/2005 | Larry Hughes               | G       | Washington Wizards                    | 61  | 176  | 2,89    | [ 56 ] [ 57 ] |
| 2005/2006 | Gerald Wallace             | F       | Charlotte Bobcats                     | 55  | 138  | 2,51    | [ 58 ] [ 59 ] |
| 2006/2007 | Baron Davis (2)            | G       | Golden State Warriors                 | 63  | 135  | 2,14    | [ 55 ] [ 60 ] |
| 2007/2008 | Chris Paul^                | G       | New Orleans Hornets                   | 80  | 217  | 2,71    | [ 61 ] [ 62 ] |
| 2008/2009 | Chris Paul^ (2)            | G       | New Orleans Hornets                   | 78  | 216  | 2,77    | [ 62 ]        |
| 2009/2010 | Rajon Rondo^               | G       | Boston Celtics                        | 81  | 189  | 2,33    | [ 63 ]        |
| 2010/2011 | Chris Paul^ (3)            | G       | New Orleans Hornets                   | 80  | 188  | 2,35    | [ 62 ]        |
| 2011/2012 | Chris Paul^ (4)            | G       | Los Angeles Clippers                  | 60  | 152  | 2,53    | [ 62 ]        |
| 2012/2013 | Chris Paul^ (5)            | G       | Los Angeles Clippers                  | 70  | 169  | 2,41    | [ 62 ]        |
| 2013/2014 | Chris Paul^ (6)            | G       | Los Angeles Clippers                  | 62  | 154  | 2,48    | [ 62 ]        |
| 2014/2015 | Kawhi Leonard^             | F       | San Antonio Spurs                     | 64  | 148  | 2,31    | [ 67 ]        |
| 2015/2016 | Stephen Curry^             | G       | Golden State Warriors                 | 79  | 169  | 2,14    | [ 68 ]        |
| 2016/2017 | Draymond Green^            | F       | Golden State Warriors                 | 76  | 154  | 2,03    | [ 69 ]        |
| 2017/2018 | Victor Oladipo^            | G       | Indiana Pacers                        | 75  | 177  | 2,36    | [ 70 ]        |
| 2018/2019 | Paul George^               | F       | Oklahoma City Thunder                 | 77  | 170  | 2,21    | [ 71 ]        |
| 2019/2020 | Ben Simmons^               | G/F     | Philadelphia 76ers                    | 57  | 119  | 2,09    | [ 72 ]        |
| 2020/2021 | Jimmy Butler^              | F       | Miami Heat                            | 52  | 108  | 2,08    | [ 73 ]        |